# Tiziana Avarista
Tiziana Avarista (Genova, 10 dicembre 1962) è una doppiatrice, attrice teatrale e direttrice del doppiaggio italiana.

## Biografia
Attiva stabilmente come attrice teatrale sin dall'età di 14 anni, dopo il debutto avvenuto due anni prima, è nota come doppiatrice per aver prestato la voce, fra le altre, a Salma Hayek, Sally Hawkins, Maggie Gyllenhaal, Marisa Tomei e Lucy Liu in diversi ruoli. Ha inoltre doppiato numerose attrici di telefilm, come Jorja Fox in CSI - Scena del crimine, Lauren Tom in Friends, Beatriz Rico in Paso adelante, Emily Bergl in Desperate Housewives, Erin Daniels in The L Word, Robin Tunney in The Mentalist e Paget Brewster in Criminal Minds.
Tra le altre attrici doppiate figurano Elizabeth Banks, Amanda Peet, Kate Beckinsale, Embeth Davidtz e Anne Hathaway, nonché l'attrice italiana Valeria Bruni Tedeschi in produzioni estere.
È anche attrice cinematografica dal 2004 e a teatro, dal 2010 al 2014, ha interpretato uno dei ruoli principali in Dignità autonome di prostituzione.
Ha dato la voce a Della Duck nella serie DuckTales del 2017.
Dal 2023 è la nuova voce italiana di Turanga Leela in Futurama, dopo il ritiro di Pinella Dragani.

## Doppiaggio

### Film
- Salma Hayek in Amore a doppio senso, Aiuto vampiro, Traffic, Dogma, Un weekend da bamboccioni, Un weekend da bamboccioni 2, Ubriachi d'amore
- Sally Hawkins in Paddington, Paddington 2, Godzilla, Godzilla II - King of the Monsters, Maudie - Una vita a colori, Un bambino chiamato Natale, La leggenda del Green
- Maggie Gyllenhaal in Secretary, Vero come la finzione, Il cavaliere oscuro, American Life, Sotto assedio - White House Down, Lontano da qui
- Marisa Tomei in What Women Want - Quello che le donne vogliono, Onora il padre e la madre, Terapia d'urto, Crazy, Stupid, Love, I toni dell'amore - Love Is Strange, La grande scommessa
- Valeria Bruni Tedeschi in Parigi, tutto in una notte, Gli amori di Anaïs, Only the Animals - Storie di spiriti amanti, A letto con Sartre
- Lucy Liu in Charlie's Angels, Charlie's Angels - Più che mai, The Mating Habits of the Earthbound Human, Domino, La setta delle tenebre
- Elizabeth Banks in Spider-Man, Comic Movie, Pitch Perfect 2, Pitch Perfect 3
- Hope Davis in The Weather Man - L'uomo delle previsioni, The Matador, The Lodger - Il pensionante, Disconnect
- Julia Ormond in Vento di passioni, Il curioso caso di Benjamin Button, Il primo cavaliere, Sabrina
- Judy Greer in Amiche cattive, Il ladro di orchidee, Last Shot, Lo sguardo di Satana - Carrie
- Marina Foïs in L'immortale, Polisse, 7 uomini a mollo, As bestas
- Taraji P. Henson in L'amore all'improvviso - Larry Crowne, The Karate Kid - La leggenda continua, Think Like a Man
- Rachel Dratch in Io vi dichiaro marito e... marito, Wine Country, La piccola boss
- Shirley Henderson in Perdona e dimentica, Stanlio & Ollio, Omicidio nel West End
- Pascale Arbillot in Piccole bugie tra amici, Grandi bugie tra amici, Tutti i nostri desideri
- Lola Dueñas in Volver - Tornare, Gli abbracci spezzati, Fuori menù
- Kate Beckinsale in Cambia la tua vita con un click, Vacancy
- Lady Gaga in Sin City - Una donna per cui uccidere, Machete Kills
- Rosamund Pike in An Education, La fine del mondo
- Amanda Peet in Syriana, 2012
- Sarah Paulson in The Spirit, Ocean's 8
- Melissa McCarthy in Piacere, sono un po' incinta
- Embeth Davidtz ne I 13 spettri, Il caso Thomas Crawford
- Tilda Swinton in Thumbsucker - Il succhiapollice, Un disastro di ragazza
- Shannyn Sossamon ne Il destino di un cavaliere, Catacombs - Il mondo dei morti
- Joan Cusack in Ice Princess - Un sogno sul ghiaccio, Friends with Money
- Jessica Hecht in The Forgotten, L'amore secondo Dan
- Rita Wilson in Prigione di vetro, Nata per vincere
- Emily Watson in L'ordine naturale dei sogni, Everest
- Rosalind Chao in Quel pazzo venerdì, Non fidarti della str**** dell'interno 23, Quel pazzo venerdì, sempre più pazzo
- Mia Kirshner in Non è un'altra stupida commedia americana, 30 giorni di buio II
- Regina King in L'asilo dei papà, This Christmas - Un marito nuovo per mamma
- Debi Mazar in Mia moglie è una pazza assassina?, Obsession
- Kelly Reilly in Lady Henderson presenta, Here
- Stavroula Logothettis ne Il mio grosso grasso matrimonio greco 2, Il mio grosso grasso matrimonio greco 3
- Toni Collette in Fright Night - Il vampiro della porta accanto, Mickey 17
- Athena Karkanis in Saw IV, Saw VI
- Winona Ryder in Mr. Deeds
- Jaime Pressly in Ghost Movie 2 - Questa volta è guerra
- Sofia Vergara in Chef - La ricetta perfetta
- Olivia Wilde in Babylon
- Rachel Weisz in Lo straniero che venne dal mare
- Nia Long in Io, lei e i suoi bambini
- Karen Joy Morris in Il giro del mondo in 80 giorni
- Carol Hall in Hardball
- Paige Turco in Cambio di gioco
- Elsa Lanchester in La moglie di Frankenstein (ridoppiaggio)
- Lucy Punch in Bad Teacher - Una cattiva maestra
- Claire Danes in Terminator 3 - Le macchine ribelli
- Kate Winslet in Ragione e sentimento
- Elizabeth Perkins in I Flintstones
- Juliet Aubrey in Still Crazy
- Kathy Baker in Le regole della casa del sidro
- Illeana Douglas in Le parole che non ti ho detto
- Caroline O'Connor in Moulin Rouge!
- Jennifer Garner in Pearl Harbor
- Elizabeth Peña in Time X - Fuori tempo massimo
- Lorraine Bracco in I ragazzi della mia vita
- Sela Ward in Il fuggitivo
- Mary Ellen Trainor in La morte ti fa bella
- Diane Venora in Love & Secrets
- Bonnie Hunt in Destini incrociati
- Tiffany Salerno in Forrest Gump
- Kristin Chenoweth in Vita da strega
- Amanda Schull in J. Edgar
- Jessica Hecht in The Forgotten
- Melissa McBride in The Mist
- Ayelet Zurer in Angeli e demoni
- Tracy Letts in U.S. Marshals - Caccia senza tregua
- Jud Tylor in La guerra di Charlie Wilson
- Mary Lynn Rajskub in Firewall - Accesso negato
- Alison Folland in Prima e dopo
- Helen McCrory in Becoming Jane - Il ritratto di una donna contro
- Björk in The Northman
- Martine Chevallier in Due
- Hannah Younis in Firestarter
- Jodi Long in Impatto imminente
- Elpidia Carrillo in Blue Beetle
- Jackie Hoffman in Non sei invitata al mio bat mitzvah
- Martha Kelly in Una torta per l'uomo giusto
- Olivia Colman in Wonka
- Stacy Edwards in Lo scapolo d'oro
- Monnye Kunupi in A Soweto Love Story
- Jennifer Grey in A Real Pain
- Kym Whitley in Un tipo imprevedibile 2
- Jennifer Jason Leigh ne La notte arriva sempre

### Film d'animazione
- Vipera in Kung Fu Panda, La festività di Kung Fu Panda, Kung Fu Panda 2, Kung Fu Panda 3 e Kung Fu Panda: I segreti della pergamena
- Zia Carolina in Thumbelina - Pollicina
- Druda in Le avventure di Stanley
- Jane Proudfoot in Final Fantasy
- Eleanore Duvall in Otto notti di follie
- Kanae Ōtori in Utena la fillette révolutionnaire - The Movie: Apocalisse adolescenziale
- Cotton Candy in My Little Pony - Mentina magico Natale
- Phyllis in Nome in codice: Brutto Anatroccolo
- KK ne Nel paese delle creature selvagge
- Max in 200% lupo
- Miss Fowl in Jimmy Neutron - Ragazzo prodigio
- Sheila Broflovski in South Park - Il film: più grosso, più lungo & tutto intero
- Spazzatura in Pinocchio di Guillermo del Toro
- Eleanor Little in Stuart Little 3 - Un topolino nella foresta
- Alda in Cuccioli - Il codice di Marco Polo
- Nora in Khumba
- Matsuko Yamada ne I miei vicini Yamada
- Rosie in Robinson Crusoe
- Cheyenne in Monster Family
- Bertha in Arctic - Un'avventura glaciale
- Melba in Soul
- Z in Natale eXtraterrestre
- Sachi Miyamasu in Tu sei al di là
- Anziana signora in Quando c'era Marnie[3]
- Giudice Marion Oldengray in L'arancia di Natale
- Mrs. Song in Il drago dei desideri
- Brandy in Trolls 3 - Tutti insieme

### Serie televisive
- Michelle Hurd in The Glades e Blindspot
- Deirdre Madigan e Kelly Jackson in The OA[4]
- Lauren Tom in Friends
- Kate Dickie ne Il Trono di Spade
- Martha Kelly in Euphoria
- Donna Yamamoto in The 100
- Laila Robins in The Walking Dead
- Julia Ormond in The Walking Dead: World Beyond
- Annabella Sciorra in Tulsa King
- Skye Marshall in Black Lightning
- Robin Tunney in The Mentalist
- Jorja Fox in CSI - Scena del crimine
- Beatriz Rico in Paso adelante
- Paget Brewster in Criminal Minds
- Emily Bergl in Desperate Housewives
- Elizabeth Morton in Le regole del delitto perfetto
- Jessica Steen in Stargate SG-1
- Sabrina Grdevich in Ginny & Georgia
- Torri Higginson in Stargate Atlantis
- Cristina Alcázar in Fisica o chimica
- Deanna Russo in Knight Rider
- Amanda Peet in Studio 60 on the Sunset Strip
- Joelle Carter in Justified
- Eisa Davis in Blindspot
- Maggie Civantos in Las chicas del cable
- Hilarie Burton in White Collar
- Sabrina Lloyd in I viaggiatori
- Penelope Riera in Giorno per giorno
- Carol Denning (giovane) in Orange Is the New Black
- Gerit Kling in Hamburg Distretto 21
- Dolly Wells in Inside Man
- Kyra Zagorsky in The Imperfects
- Didi Conn in Shelter
- Erin Daniels in The L Word
- Dale Dickey in Fallout
- Callie Thorne in Homicide
- Leslie Grossman in Monsters: la storia di Lyle ed Erik Menendez
- Kelly Hu in The Librarian - Alla ricerca della lancia perduta
- Melissa McCarthy in Only Murders in the Building
- Zeynep Kankonde in Love, Reason, Get Even
- Catherine McClements in Apple Cider Vinegar
- Kerri Kenney-Silver in The Four Seasons
- Lukerya Ilyashenko in The Walking Dead: Daryl Dixon

### Serie animate
- Turanga Leela (st. 8+), LaBarbara Conrad (st. 1-2, 5, ep. 6x15), Michelle (st. 1-5), Turanga Munda (st. 4-5), testa di Martha Stewart (ep. 3x22), Sherry Fry (ep. 7x23) e altri personaggi in Futurama[5][6]
- Sheila Broflovski in South Park (prima edizione)
- Vipera in Kung Fu Panda - Mitiche avventure
- Sugilite in Steven Universe
- Della Duck in DuckTales
- Mayumi Kisaragi in Boogiepop Phantom[7]
- Dottoressa LaRow in LEGO Ninjago: La rivolta dei draghi
- Acroseta in DanDaDan (ediz. Netflix)

### Film TV
- Angela Martinez in Nolan - Come diventare un supereroe
- Susanna Simon in Un avvocato per papà

### Videogiochi
- Anna Steele in Ghosthunter
- She-Hulk e altri personaggi femminili in LEGO Marvel's Avengers[8]

## Teatro
- Elettra, regia di Walter Pagliaro, con Micaela Esdra e Rita Savagnone (1998)[9]
- Medea di Seneca, regia di Walter Pagliaro (2000)[10]
- Una casa di bambola di Henrik Ibsen, regia di Walter Pagliaro (2000)[11]
- Il tempo e la stanza di Botho Strauss, regia di Walter Pagliaro, con Sergio Di Stefano e Andrea Lavagnino (2004)[12]
- Romeo & Romeo, da William Shakespeare, regia di Nuccio Siano (2005)[13]
- Ouverture di Fabrizio Bajec, regia di Luciano Melchionna (2006)[14]
- Il contagio di Walter Siti, regia di Nuccio Siano, con Mariano Aprea e Lina Bernardi (2009-2011)[15]
- Mari colorati (2010)[16]
- Accidentes gloriosos di Mauro Andrizzi e Marcus Lindeen, regia di Giulio Stasi (2012-2013)[17]
- Dignità autonome di prostituzione, regia di Luciano Melchionna, con Chiara Baffi, Paola Barale e Lina Bernardi (2010-2014)
- Signorinette di e con Tiziana Avarista, Carmen Giardina, Anna Maria Loliva e Federica Marchettini, regia di Nuccio Siano (2013-2016)[18]
- Fermenti lattici di Giovanna Biraghi, Ester Palma e Monica Pariante, regia di Monica Pariante (2021)
- I fisici di Friedrich Dürrenmatt, con Lorenzo Lavia, Federico Passi e Riccardo Floris, regia di Roberto Di Maio, 16 luglio 2022.[19]

## Radio
- Sherlock Holmes: Uno studio in rosso - sceneggiato (1999)
- Véronique Mercier in Dylan Dog - L'uccisore di streghe, regia di Armando Traverso - sceneggiato (Rai Radio 2, 2004)[20]

## Filmografia
- Risveglio, regia di Marco De Luca - cortometraggio (2004)
- Tutto in quella notte, regia di Franco Bertini (2004)
- Movimenti, regia di Claudio Fausti e Serafino Murri (2005)
- Un altro pianeta, regia di Stefano Tummolini (2008)[21]
- L'estate sta finendo, regia di Stefano Tummolini (2013)[22]

## Riconoscimenti
- Gran Galà del Doppiaggio - Romics
  - 2007 - 3º Premio "Ferruccio Amendola"
- Voci nell'Ombra
  - Sezione cinema - Miglior voce femminile (Anne Hathaway nel ruolo di Kim in Rachel sta per sposarsi)